# Anua pallidula
Anua pallidula là một loài bướm đêm trong họ Erebidae.